# 小行星1802
小行星1802（1802 Zhang Heng）是太阳系的小行星之一，位于小行星带。該小行星于1964年10月9日由南京紫金山天文台发现。
1977年，小行星1802被命名为“张衡”，以纪念中国东汉的科学家、天文学家、文学家张衡。小行星1802也是第一颗以中国人名命名的小行星。此外，1970年，月球上的一座环形山也以张衡的名字命名。

## 内部连接
- 张衡
- 小行星列表/1001-2000